# 렴인윤
렴인윤(? ~ )은 조선민주주의인민공화국의 정치인으로 3·5청년광산 지배인 겸 조선로동당 중앙위원회 후보위원이다. 최고인민회의 제12기 대의원이다.

## 경력
1999년 3·5청년광산 기사장을 거쳐 2007년 지배인 자리에 올랐다. 2010년 9월 조선로동당 중앙위원회 후보위원에 선출되었다.

## 최고인민회의 대의원
2003년 9월 최고인민회의 제11기 대의원으로 선출되었고, 2009년 4월 이후 제12기 대의원으로 있다.

## 기타
2011년 12월 김정일 사망 당시에 국가 장의위원회 위원을 맡았다.